# Mohamed Ahmed (cầu thủ bóng đá)
Juma Mohamed Ahmed Ali Gharib (tiếng Ả Rập: محمد أحمد; hoặc  Mohamed Ahmad, sinh ngày 16 tháng 4 năm 1989) là một cầu thủ bóng đá Các Tiểu vương quốc Ả Rập Thống nhất, hiện tại thi đấu cho Al Ain FC và UAE. Anh được biết đến nhiều nhất khi ghi bàn giúp đội tuyển có trận hòa trước Venezuela cho U-20 UAE tại Giải vô địch bóng đá U-20 thế giới 2009.

## Sự nghiệp quốc tế

### Bàn thắng quốc tế
Bàn thắng cầu thủ ghi và tỉ số cuối cùng của đội tuyển Các Tiểu vương quốc Ả Rập Thống nhất.
| # | Ngày               | Địa điểm                                                                               | Đối thủ  | Bàn thắng | Tỉ số | Giải đấu                          |
| - | ------------------ | -------------------------------------------------------------------------------------- | -------- | --------- | ----- | --------------------------------- |
| 1 | 5 tháng 1 năm 2013 | Sân vận động Thành phố Thể thao Khalifa, Isa Town, Bahrain                             | Qatar    | 3–1       | 3–1   | Cúp bóng đá vịnh Ả Rập lần thứ 21 |
| 2 | 3 tháng 9 năm 2015 | Sân vận động Thành phố Thể thao Zayed, Abu Dhabi, Các Tiểu vương quốc Ả Rập Thống nhất | Malaysia | 7–0       | 10–0  | Vòng loại FIFA World Cup 2018     |

## Danh hiệu
Các Tiểu vương quốc Ả Rập Thống nhất
- Cúp bóng đá vịnh Ả Rập: 2013
- Cúp bóng đá châu Á hạng ba: 2015